# 雌光萤科
雌光萤科（学名：Rhagophthalmidae）又名凹眼萤科，为鞘翅目的一个科。此科的模式属为雌光萤属(Rhagophthalmus)。共有8属50种。
由于该科昆虫的形态及发光行为与萤科昆虫很相似，而且在分类地位上也有人认为它是萤科的一个亚科，因此有时广义上也将雌光萤科算作萤火虫。

## 下级分类
本科包括以下属：
- Cydistus Bourgeois, 1885
- Dioptoma Pascoe, 1860
- Diplocladon Gorham, 1883-01
- Dodecatoma Westwood, 1843
- Falsophrixothrix Pic, 1937-01
- Menghouius Kawashima, 2000
- Menghuoius
- Mimoochotyra Pic, 1937-01
- 雌光萤属 Rhagophthalmus Motschulsky, 1854